# Futbol a Bòsnia i Hercegovina
El futbol és l'esport més popular a Bòsnia i Hercegovina.

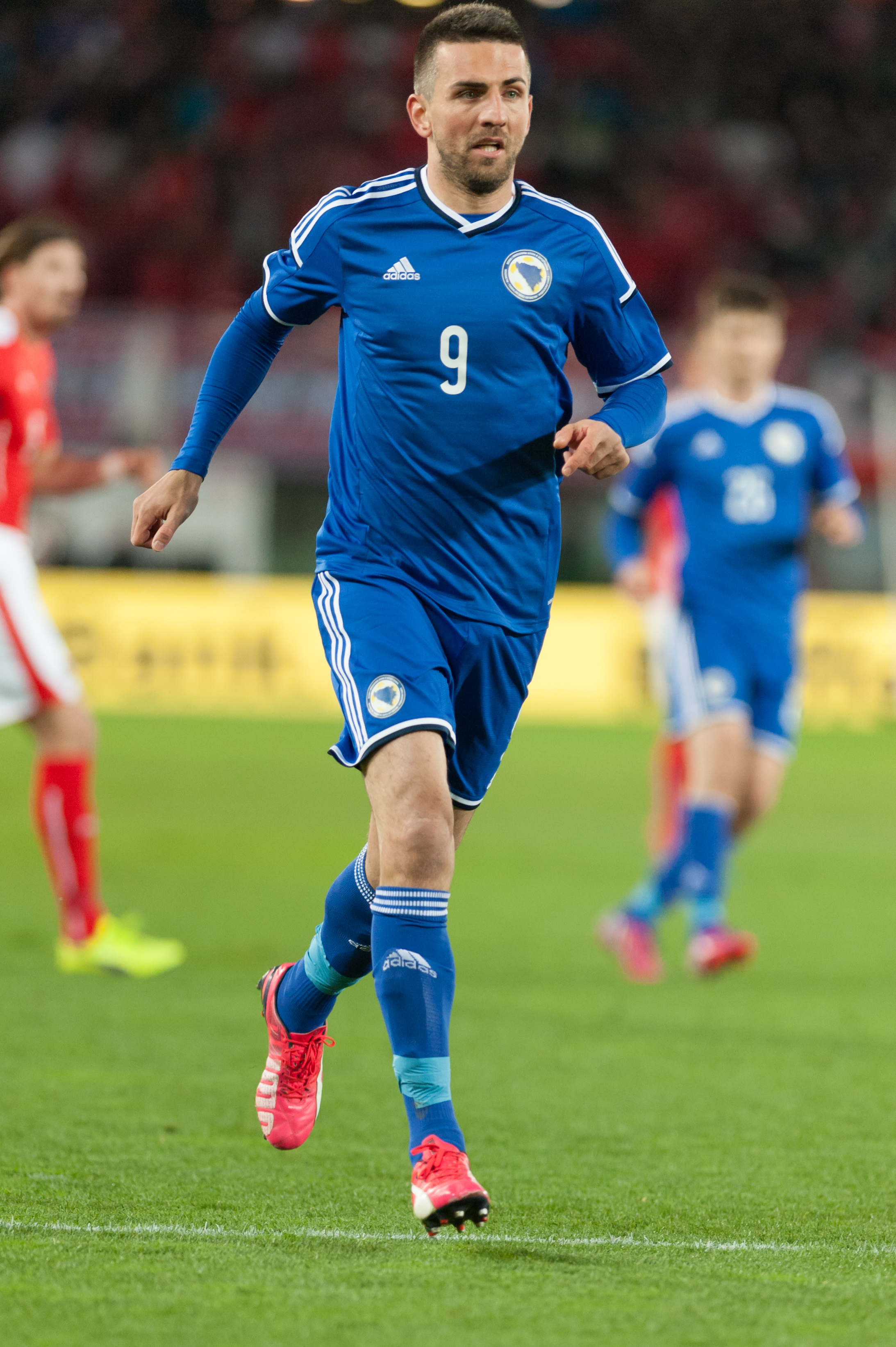
Vedad Ibišević marcà el primer gol de Bòsnia en una Copa del Món vs Argentina el 2014.

## Història
Bòsnia i Hercegovina era sota sobirania de l'Imperi Austrohongarès abans de la Primera Guerra Mundial. El futbol entrà a Sarajevo el 1903 i a Mostar el 1905. Durant aquests anys nasqueren els dos primers grans clubs del país, el Slavija Sarajevo (1908) i el SAŠK Sarajevo (1910). L'any 1919, Bòsnia s'integrà dins Iugoslàvia. Aquests dos clubs destacaren durant aquests anys a les competicions iugoslaves. Srpski ŠK representava la minoria sèrbia, mentre que el Hrvatki ŠK representava la minoria croata. Altres clubs de menor potencial a Sarajevo foren el Muslimanski ŠK, de la minoria musulmana i el Židvoski ŠK, de la minoria jueva bòsnia. A la ciutat de Banja Luka destacà aquests anys el Krajišnik.
Després de la Segona Guerra Mundial dominaren el futbol bosni una nova fornada de clubs, com ara el FK Željezničar (1921), FK Sarajevo (1946), FK Sloboda Tuzla (1919), FK Velež Mostar (1922), NK Čelik Zenica (1945) o Borac Banja Luka (fundat com a Radnicki Borac el 1926).
A la dècada dels 90 Iugoslàvia es desintegra en els estats actuals i Bòsnia i Hercegovina pateix una greu guerra. L'any 1995 la federació de Bòsnia (NSBiH) és reconeguda per la UEFA i disputa el seu primer partit internacional. La NSBiH fou creada per la minoria musulmana. També es crearen dues altres federacions, la croata (Federació d'Herceg-Bosna) i la sèrbia (Federació de Srpska), aquestes darreres no reconegudes internacionalment. Cada federació organitzà els seus propis campionats. A partir del 1997/98 croats i musulmans inicien un apropament i el 2000, la federació croata s'integra dins la musulmana. El 2002/03, els serbis s'uniren també a la NSBiH.
La selecció es classificà per primer cop per a un Mundial de futbol el 2014.

## Competicions
- Lliga bòsnia de futbol
- Copa bòsnia de futbol
- Supercopa bòsnia de futbol

## Principals clubs
- FK Sarajevo (Sarajevo)
- FK Željezničar (Sarajevo)
- NK Čelik Zenica (Zenica)
- FK Velež Mostar (Mostar)
- FK Sloboda Tuzla (Tuzla)
- FK Borac Banja Luka (Banja Luka)
- NK Jedinstvo Bihać (Bihać)
- FK Leotar Trebinje (Trebinje)
- FK Bosna Visoko (Visoko)
- NK Široki Brijeg (Široki Brijeg)
- HŠK Zrinjski Mostar (Mostar)
- HNK Orašje (Orašje)
- NK Posušje (Posušje)
- FK Radnik Bijeljina (Bijeljina)
- FK Slavija Lukavica (Lukavica)
- NK Brotnjo (Čitluk)
- FK Kozara Gradiška (Gradiška)
- FK Rudar Ugljevik (Ugljevik)

## Jugadors destacats
Fonts:
Des de 1950
- Asim Ferhatović

Des de 1960
- Josip Bukal
- Ivan Ćurković
- Mirsad Fazlagić
- Ivica Osim

Des de 1970
- Enver Hadžiabdić
- Vahid Halilhodžić
- Josip Katalinski
- Enver Marić
- Vahidin Musemić

Des de 1980
- Mirsad Baljić
- Mécha Baždarević
- Faruk Hadžibegić
- Blaž Slišković
- Safet Susic

Des de 1990
- Elvir Baljić
- Sergej Barbarez
- Elvir Bolić
- Mirsad Hibić
- Meho Kodro
- Muhamed Konjić

Des de 2000
- Zvjezdan Misimović
- Hasan Salihamidžić

Des de 2010
- Edin Džeko
- Vedad Ibišević
- Emir Spahić

## Principals estadis

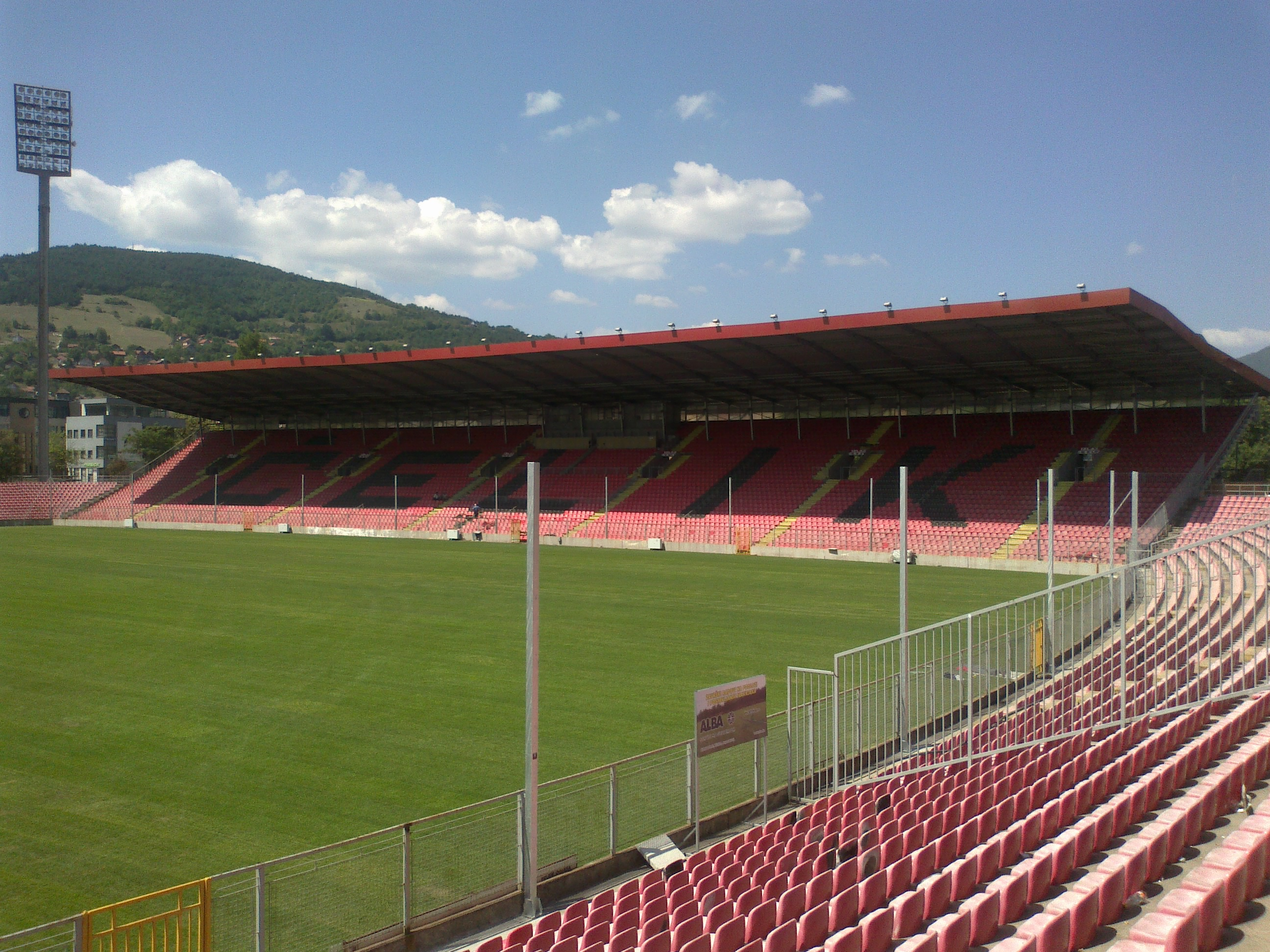
Estadi Bilino Polje.

- Estadi Asim Ferhatović Hase-Olimpijski Koševo (Sarajevo)
- Estadi Grbavica (Sarajevo)
- Estadi Bilino Polje (Zenica)
- Estadi Bijeli Brijeg (Mostar)